# Matti Hietanen
Matti Hietanen est un joueur finlandais de volley-ball né le 3 janvier 1983. Il mesure 1,99 m et joue réceptionneur-attaquant. Il totalise 68 sélections en équipe de Finlande.

## Clubs
| Club                  | Pays     | De        | À         |
| --------------------- | -------- | --------- | --------- |
| Tampereen Isku-Volley | Finlande | 2000-2001 | 2000-2001 |
| Salon Piivolley       | Finlande | 2001-2002 | 2002-2003 |
| Tampereen Isku-Volley | Finlande | 2003-2004 | 2004-2005 |
| Giotto Padoue         | Italie   | 2005-2006 | 2005-2006 |
| Avignon Volley-Ball   | France   | 2006-2007 | 2006-2007 |
| Padoue                | Italie   | 2007-2008 | 2007-2008 |
| Pineto                | Italie   | 2008-2009 | 2008-2009 |

## Palmarès
Néant.